# Гваштиби
Гваштиби (груз. გვაშტიბი) — село в Грузии, на территории Хонийского муниципалитета края (мхаре) Имеретия.

## География
Село находится в западной части Грузии, на левом берегу реки Цхенисцкали, на расстоянии 16 километров к северо-востоку от города Хони, административного центра муниципалитета. Абсолютная высота — 391 метр над уровнем моря.

## Население
По результатам официальной переписи населения 2014 года, в Гваштиби проживало 68 человек (35 мужчин и 33 женщины). В национальной структуре населения грузины составляли 100 %.
| Год  | Население, человек |
| ---- | ------------------ |
| 2002 | 158                |
| 2014 | ↘ 68               |